# Ikauna
Ikauna är en ort i Indien.   Den ligger i distriktet Shrawasti och delstaten Uttar Pradesh, i den norra delen av landet, 500 km öster om huvudstaden New Delhi. Ikauna ligger 118 meter över havet och antalet invånare är 14 217.
Terrängen runt Ikauna är mycket platt. Runt Ikauna är det tätbefolkat, med 570 invånare per kvadratkilometer. Närmaste större samhälle är Bhinga, 19,4 km norr om Ikauna. Trakten runt Ikauna består till största delen av jordbruksmark.